# دون فروند
دون فروند (بالإنجليزية: Don Freund)‏ هو ملحن أمريكي، ولد في 15 نوفمبر 1947 في بيتسبرغ في الولايات المتحدة.

## وصلات خارجية
- الموقع الرسمي